# قائمة عزل الجمهورية اليمنية
العزلة هي الوحدة الإدارية ضمن التقسيم الإداري للمديرية المعمول به في اليمن في المناطق الريفية. ويبلغ عدد عزل اليمن 2210 عزلة.
- حيث تقسم اليمن إدارياً إلى محافظات وتقسم المحافظات إلى مديريات وتقسم المديريات كالتالي:
  - في الريف تقسم إلى عزل وقرى ومحلات.
  - في الحضر تقسم إلى مدن وأحياء وحارات.

| المحافظة     | المديرية            | العزلة                 | عدد القرى | عدد المحلات |
| ------------ | ------------------- | ---------------------- | --------- | ----------- |
|              |                     |                        |           |             |
| أرخبيل سقطرى | حديبو               |                        |           |             |
| أرخبيل سقطرى | قلنسية و عبد الكوري | قلنسية و عبد الكوري    |           |             |
| أرخبيل سقطرى | قلنسية و عبد الكوري | جزيرة سمحة             | 1         |             |
| أرخبيل سقطرى | قلنسية و عبد الكوري | جزيرة صابور كمال فرعون | 9         |             |

## محافظة لحج

موقع محافظة لحج في اليمن

## محافظة الضالع

موقع محافظة الضالع في اليمن

## محافظة عدن

موقع محافظة عدن في اليمن

## محافظة ريمة

موقع محافظة في اليمن

## محافظة أرخبيل سقطرى

موقع محافظة حضرموت في اليمن

## أمانة العاصمة

موقع محافظة أمانة العاصمة في اليمن

## محافظة عمران

موقع محافظة عمران في اليمن

## محافظة أبين

موقع محافظة أبين في اليمن

## محافظة صعدة

موقع محافظة صعدة في اليمن

## محافظة شبوة

موقع محافظة شبوة في اليمن

## محافظة البيضاء

موقع محافظة البيضاء في اليمن

## محافظة الحديدة

موقع محافظة الحديدة في اليمن

## محافظة الجوف

موقع محافظة الجوف في اليمن

## محافظة المهرة

موقع محافظة المهرة في اليمن

## محافظة المحويت

موقع محافظة المحويت في اليمن

## محافظة صنعاء

موقع محافظة صنعاء في اليمن

## محافظة ذمار

موقع محافظة ذمار في اليمن

## محافظة حجة

موقع محافظة حجة في اليمن

## محافظة إب

موقع محافظة إب في اليمن

## محافظة مأرب

موقع محافظة مأرب في اليمن

## محافظة تعز

موقع محافظة تعز في اليمن